# DeKalb megye (Illinois)
DeKalb megye az Amerikai Egyesült Államokban, azon belül Illinois államban található. Megyeszékhelye Sycamore, legnagyobb városa DeKalb. Lakosainak száma 100 420 fő (2020. április 1.). DeKalb megye Winnebago, LaSalle, Boone, McHenry, Kane, Kendall, Lee és Ogle megyékkel határos.

## Népesség
A megye népességének változása:
| Lakosok száma | 105 111 | 104 478 | 104 622 | 104 741 | 104 352 | 100 420 |
|               | 2010    | 2011    | 2012    | 2013    | 2015    | 2020    |